# Prise de Calais, 9 janvier 1558
La Prise de Calais, 9 janvier 1558 est un tableau de François-Édouard Picot, peint en 1838. Il s'agit de l'une des œuvres visibles dans la galerie des batailles, au château de Versailles, en France.

## Description
La Prise de Calais est une huile sur toile, de 4,65 m de haut sur 5,43 m de long. Elle représente une scène du Siège de Calais, en 1558.

## Localisation
L'œuvre est située dans la galerie des batailles, dans le château de Versailles. Les toiles de la galerie étant disposées par ordre chronologique, elle est placée entre celles représentant la bataille de Marignan (1515) et l'entrée d'Henri IV à Paris (1594).

## Historique
En 1833, le roi Louis-Philippe, au pouvoir depuis 3 ans, décide de convertir le château de Versailles en musée historique de la France. La galerie des batailles est inaugurée en 1837. 33 toiles monumentales y sont disposées, dépeignant des épisodes militaires de l'histoire de France.
François-Édouard Picot peint la toile en 1838.

## Réplique
À la demande du maire de Calais, Nicolas Legros-Dévot, auprès du ministère de l'intérieur Pierre Jules Baroche, une copie est réalisée par Jules Louis Marie de Villeneuve en avril 1852. Exposée à la mairie de Calais puis, à l'église Notre-Dame de Calais, l’œuvre est fortement endommagée puis oubliée dans les caves du musée jusqu'en 2009.
Restaurée en 2014 par les étudiants de l'école Saint-Luc de Liège, le tableau est de nouveau visible en 2016 à l'église Notre-Dame.